# Henry Gerlach
Henry Gerlach ist ein deutscher Bobfahrer, der für die DDR startete. Er war Mitte der 1980er Jahre aktiv. Er gewann eine Goldmedaille im Viererbob in der Bob-Weltmeisterschaft 1981 in Cortina d’Ampezzo.

## Leben
Gerlach startete für den ASK Vorwärts Oberhof. Mit Bernhard Germeshausen, Matthias Trübner und Hans-Jürgen Gerhardt gewann er 1981 eine Goldmedaille in der Weltmeisterschaft und 1983 mit Detlef Richter, Thomas Forch und Dietmar Jerke die Bronzemedaille.

## Erfolge
Gold
- Bob-Weltmeisterschaft 1981 in Cortina d’Ampezzo

Bronze
- Bob-Weltmeisterschaft 1983 in Lake Placid